# Славина, Мария Александровна
Мария Александровна Славина (в замужестве баронесса Медем, 5 июня 1858, Санкт-Петербург — 1 мая 1951, Париж) — русская оперная певица и педагог, меццо-сопрано. Обладала гибким и мощным голосом «бархатистого» тембра и виртуозной техникой. Благодаря драматическому дарованию создавала запоминающиеся сценические образы. В декабре 1902 года удостоена звания «Солист Его Императорского Величества».

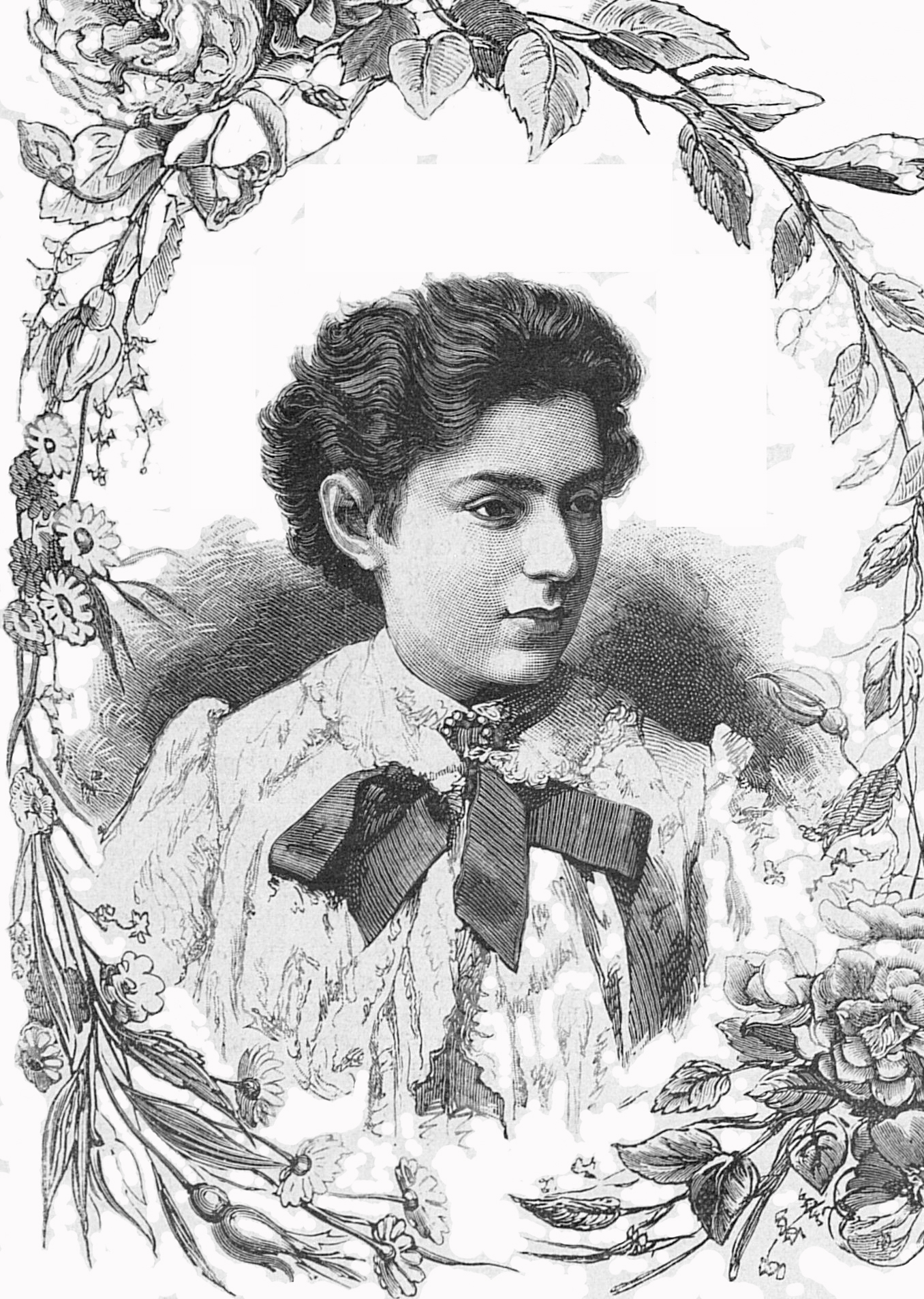
На гравюре 1885 года

## Биография
Обучалась музыке, драматическому искусству и танцу в Императорском Санкт-Петербургском театральном училище и в Санкт-Петербургской консерватории.
Дебютировала в 1879 году в роли Амнерис («Аида») на сцене Мариинского театра. Исполняла партии Кармен («Кармен»), графини («Пиковая дама»), Ортруды («Лоэнгрин»), Ратмира («Руслан и Людмила»), всего свыше 60 ролей. Была первой исполнительницей партий Ганны в «Майской ночи» Римского-Корсакова (1880), Княгини в «Чародейке» Чайковского (1887), Графини в его же «Пиковой даме» (1890), Клитемнестры в «Орестее» Танеева (1895). В воспоминаниях современников и в критике подчеркивались увлекательность игры Славиной в роли Кармен, прекрасный музыкальный рисунок роли, свободное владение всеми исполнительскими ресурсами, тонкое и оригинальное воплощение.
Служила в Мариинском театре до 1917 года, затем в качестве драматической актрисы — в Александринском театре, преподавала в Санкт-Петербургской консерватории. С 1920 года жила в Париже.
Муж: московский градоначальник барон Георгий Петрович Медем.